# Talasocracia
La talasocracia (del griego clásico: θάλασσα, romanizado: Thalassa; griego ático: θάλαττα, romanizado como Thalatta, trad. 'Mar', y del griego κρατεῖν, romanizado como kratein, lit. 'poder'; dando griego koiné: θαλασσοκρατία, romanizado: thalassokratia, lit. «poder marítimo»), a veces también imperio marítimo, es un concepto geoestratégico que se refiere a un estado cuyos dominios son principalmente marítimos. Las talasocracias tradicionales rara vez dominan el interior, incluso en sus territorios de origen. Ejemplos de esto fueron los estados fenicios de Tiro, Sidón y Cartago, las repúblicas marítimas italianas de Venecia y Génova en el Mediterráneo, el Imperio omaní de Arabia, y los imperios de Srivijaya y Majapajit en el sudeste asiático marítimo. Las talasocracias pueden distinguirse así de los imperios tradicionales, en los que los territorios de un estado, aunque posiblemente vinculados principalmente o únicamente por las rutas marítimas, generalmente se extienden hacia el interior del continente para formar una telurocracia («hegemonía basada en la tierra»).
El término talasocracia también puede referirse simplemente a la supremacía naval, ya sea en sentido militar o comercial. Los antiguos griegos utilizaron por primera vez la palabra talasocracia para referirse a civilizaciones como la civilización minoica sobre las costas del mar Egeo, gracias a la magnitud de su flota de pequeñas embarcaciones comerciales que también se usaban para transportar guerreros. Heródoto distinguió el poder marítimo del terrestre y habló de la necesidad de contrarrestar la talasocracia fenicia desarrollando un «imperio marítimo» griego.
Su realización y construcción ideológica se denomina a veces maritimismo (cf. pluricontinentalismo o atlantismo), en contraposición al continentalismo (cf. eurasiatismo).

## Descripción
Siguiente ejemplo histórico en la llamada Edad Antigua europea fue la red de colonias de los fenicios, no un típico imperio, sino un conjunto de ciudades unidas por rutas marítimas que apenas penetraba en el interior, incluso en el caso de las metrópolis (las ciudades de Tiro, Sidón y Biblos y la colonia norteafricana Cartago, establecida como metrópolis púnica dominante tras la pérdida de independencia de aquellas). También puede denominarse talasocracia al denominado imperio ateniense del siglo V a. C.. La importancia del control del mar Mediterráneo para el Imperio romano era decisiva (como testimonia su denominación de Mare Nostrum), pero esencialmente era un imperio de base territorial. Sin embargo el desafío implicado por el gran desarrollo de Cartago y su preeminencia naval (primera vez que podemos hablar propiamente de "naves de guerra") obligó a Roma a hacerse de una marina cuando los cartagineses los desafiaron en la península ibérica y luego en la propia Italia.
En la Edad Media surgieron los ejemplos de las ciudades-estado marineras, como la república de Venecia, la república de Ragusa o la república de Génova, también en el Mediterráneo; y las ciudades de la Hansa, en el mar Báltico y el mar del Norte.
En la Edad Moderna se puede calificar como talasocracia al Imperio neerlandés.
En la Edad Contemporánea el Imperio británico ejerció el dominio de los mares hasta la Segunda Guerra Mundial. La británica ha sido considerada la mayor talasocracia global de la historia. Los demás imperios coloniales propios de la época del imperialismo (segunda mitad del siglo XIX y primera mitad del XX), que empezaron como emporios comerciales, fueron adquiriendo vastos territorios en el interior (Imperio francés, Imperio belga, etc.). El dominio del Pacífico fue disputado por Japón y los Estados Unidos en las guerras mundiales, con predominio del segundo actor, pero la diversificación posterior de recursos y medios impide que se pueda hablar de "talasocracia" en este caso.

## Lista de ejemplos
- Imperio Español
- Cartago
- Imperio de Brunéi y su sucesor, el Sultanato de Brunéi
- Dinastía Chola
- Liga de Delos
- Dinamarca-Noruega
- Hexápolis dórica
- Ducado de Amalfi
- Liga Hanseática
- Reino de Mann y las Islas
- Imperio noruego
- Reino de Cerdeña
- Liburnia
- Imperio Majapahit
- Civilización minoica
- Corona de Aragón
- Sultanato de Mascate y Omán
- Fenicia
- República de Génova
- República pirata
- República de Pisa
- República de Ragusa
- República de Venecia
- Reino de Ryūkyū
- Imperio sueco
- Imperio Srivijaya
- Sultanato de Sulu
- Sultanato de Maguindanao
- Sultanato de Malaca y su sucesor, Sultanato de Johor
- Sultanato de Ternate
- Sultanato de Tidore
- Imperio Tuʻi Tonga
- Imperio Portugués
- Imperio Británico